# Землянський Микола Іванович

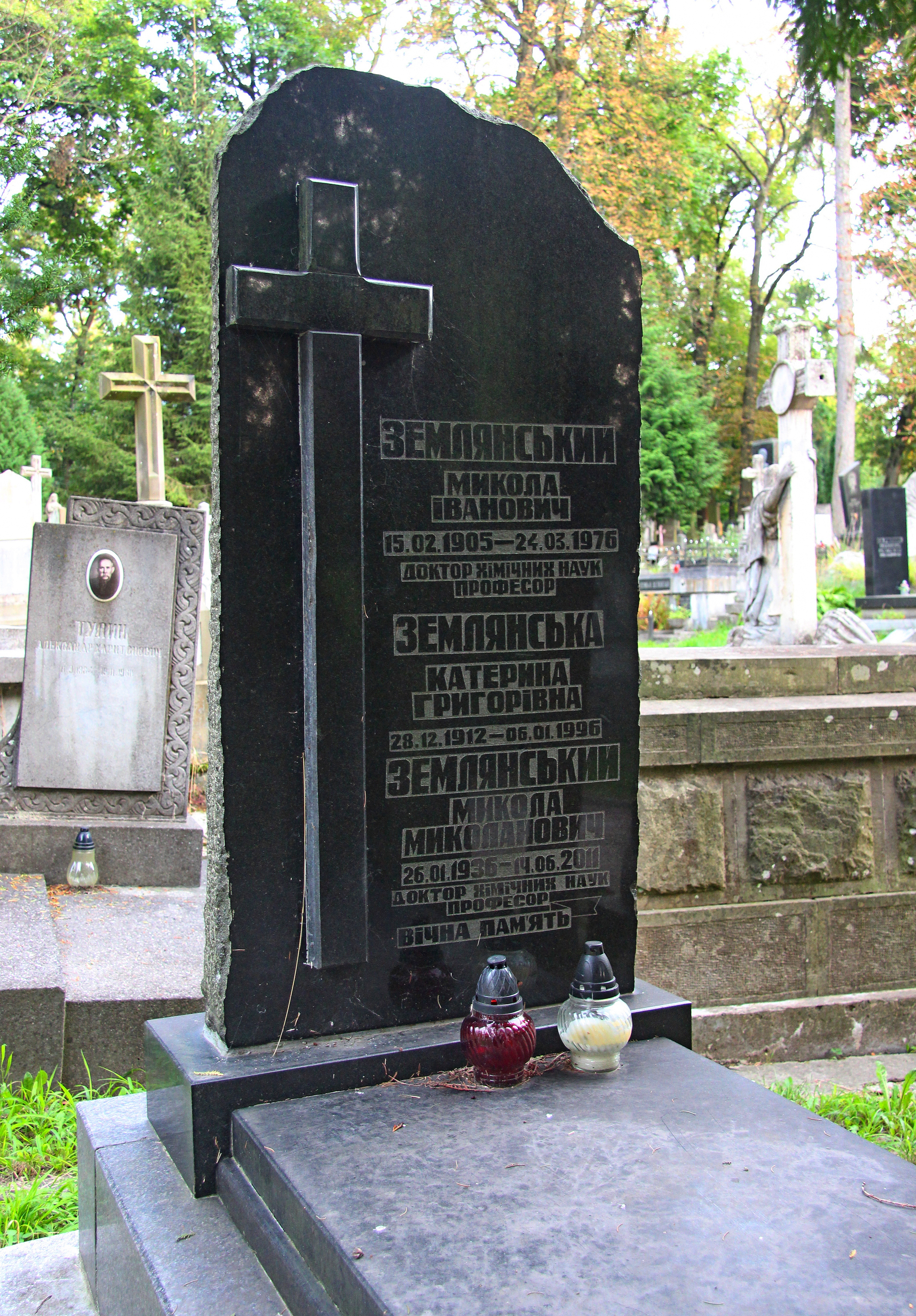

Землянський Микола Іванович (18 лютого 1905 — 24 березня 1976), хімік-органік, доцент (1935), кандидат хімічних наук (До питання горіння вуглеводнів в атмосфері хлору (горіння метану), 1949), доктор хімічних наук (Дослідження в області ефірів дитіофосфорних кислот, 1966), професор (1968).

## Життєпис
Землянський Микола Іванович народився 18 лютого 1905 року в селі Землянське Воронезької області. Закінчив Київський фармацевтичний інститут у 1930 році, аспірантуру НДІ хімії (1933). У 1931-33 роках асистент Всесоюзного інституту спиртової промисловості в місті Києві; 1934-35 завідувач кафедри хімії педагогічного інституту Нікополя; 1935-41 завідувач кафедри хімії, декан природничого факультету педагогічного інституту Мелітополя; 1941-45 інженер-хімік, начальник лабораторії двох військових заводів; 1948-68 доцент, 1968-76 професор, 1945-48, 1956-75 завідувач кафедри органічної хімії Львівського університету.
Похований на полі № 5 Личаківського цвинтаря.

## Наукові досягнення та інтереси
Хімія фосфорогранічних сполук та селенофосфорних кислот. Керівник 11 канд. дис. Близько 120 праць, 20 Ас, зокрема, Окисление углеродов кислородом воздухапри инициирующем действии хлора (Ж.общей химии. 1952.Т.22.№ 10; с соавтор); Минтез солей некоторых О, О-диарилдитиофосфорных кислот (Ж.общей химии. 1962.Т.32.№ 6; с соавт.); О, О-диарилдиселенофосфаты. Некоторые свойства диарилселенофосфот (Ж.общей химии. 1976.Т.46.№ 7;с соавт.)

## Нагороди
- Медаль «За доблестный труд в Великой Отчественной войне» (1946)

## Літературні джерела
- ENCYCLOPEDIA. Львівський національний університет імені Івана Франка. Львів: ЛНУім. Івана Франка 2011, Т. 1